# Burg Laupheim
Die Burg Laupheim, auch Mäuerle genannt, ist eine abgegangene Burg südlich der Stadt Laupheim im Landkreis Biberach in Baden-Württemberg.
Von der nicht genau lokalisierbaren Burganlage ist nichts erhalten.